# Кашина Пелица (Алесандрија)
Кашина Пелица је насеље у Италији у округу Алесандрија, региону Пијемонт.
Према процени из 2011. у насељу је живело 17 становника. Насеље се налази на надморској висини од 168 м.